# Baschet la Jocurile Olimpice de vară din 2020
Probele sportive de baschet la Jocurile Olimpice de vară din 2020 s-au desfășurat în perioada 24 iulie - 8 august 2021 la Tokyo, Japonia. 

## Calificări
Comitetele Olimpice naționale au putut include o echipă masculină cu 12 jucători și o echipă feminină cu 12 jucătoare.

### Calificări masculin
| Mod de calificare                          | Mod de calificare                         | Date                           | Loc      | locuri | Calificată |
| ------------------------------------------ | ----------------------------------------- | ------------------------------ | -------- | ------ | ---------- |
| Țară gazdă                                 | Țară gazdă                                | N/A                            | N/A      | 1      | Japonia    |
| Cupa Mondială de Baschet Masculin din 2019 | Africa                                    | 31 august – 15 septembrie 2019 | China    | 1      | Nigeria    |
| Cupa Mondială de Baschet Masculin din 2019 | America                                   | 31 august – 15 septembrie 2019 | China    | 2      | Argentina  |
| Cupa Mondială de Baschet Masculin din 2019 | America                                   | 31 august – 15 septembrie 2019 | China    | 2      | SUA        |
| Cupa Mondială de Baschet Masculin din 2019 | Asia                                      | 31 august – 15 septembrie 2019 | China    | 1      | Iran       |
| Cupa Mondială de Baschet Masculin din 2019 | Europa                                    | 31 august – 15 septembrie 2019 | China    | 2      | Franța     |
| Cupa Mondială de Baschet Masculin din 2019 | Europa                                    | 31 august – 15 septembrie 2019 | China    | 2      | Spania     |
| Cupa Mondială de Baschet Masculin din 2019 | Oceania                                   | 31 august – 15 septembrie 2019 | China    | 1      | Australia  |
| Turneele mondiale de calificare FIBA 2020  | Turneele mondiale de calificare FIBA 2020 | 29 iunie–4 iulie 2021          | Victoria | 1      | Cehia      |
| Turneele mondiale de calificare FIBA 2020  | Turneele mondiale de calificare FIBA 2020 | 29 iunie–4 iulie 2021          | Split    | 1      | Germania   |
| Turneele mondiale de calificare FIBA 2020  | Turneele mondiale de calificare FIBA 2020 | 29 iunie–4 iulie 2021          | Kaunas   | 1      | Slovenia   |
| Turneele mondiale de calificare FIBA 2020  | Turneele mondiale de calificare FIBA 2020 | 29 iunie–4 iulie 2021          | Belgrad  | 1      | Italia     |
| Total                                      | Total                                     | Total                          | Total    | 12     |            |

### Calificări feminin
| Mod de calificare                         | Dată                  | Loc     | Locuri | Calificată    |
| ----------------------------------------- | --------------------- | ------- | ------ | ------------- |
| Host nation                               | N/A                   | N/A     | 1      | Japonia       |
| Cupa Mondială de Baschet Feminin din 2018 | 22–30 septembrie 2018 | Spania  | 1      | SUA           |
| Turneele mondiale de calificare FIBA 2020 | 6–9 February 2020     | Ostende | 2      | Belgia        |
| Turneele mondiale de calificare FIBA 2020 | 6–9 February 2020     | Ostende | 2      | Canada        |
| Turneele mondiale de calificare FIBA 2020 | 6–9 February 2020     | Bourges | 3      | Australia     |
| Turneele mondiale de calificare FIBA 2020 | 6–9 February 2020     | Bourges | 3      | Franța        |
| Turneele mondiale de calificare FIBA 2020 | 6–9 February 2020     | Bourges | 3      | Puerto Rico   |
| Turneele mondiale de calificare FIBA 2020 | 6–9 February 2020     | Belgrad | 2      | Nigeria       |
| Turneele mondiale de calificare FIBA 2020 | 6–9 February 2020     | Belgrad | 2      | Serbia        |
| Turneele mondiale de calificare FIBA 2020 | 6–9 February 2020     | Belgrad | 3      | China         |
| Turneele mondiale de calificare FIBA 2020 | 6–9 February 2020     | Belgrad | 3      | Coreea de Sud |
| Turneele mondiale de calificare FIBA 2020 | 6–9 February 2020     | Belgrad | 3      | Spania        |
| Total                                     | Total                 | Total   | 12     |               |

## Baschet 3x3
În iunie 2017, Comitetul Internațional Olimpic a anunțat că baschet 3x3 va fi probă olimpică, pentru prima dată la Olimpiada din 2020.

## Probe
| Probă                | Aur | Argint | Bronz |
| Masculin detalii     | Statele Unite ale Americii · Bam Adebayo · Devin Booker · Kevin Durant · Jerami Grant · Draymond Green · Jrue Holiday · Keldon Johnson · Zach LaVine · Damian Lillard · JaVale McGee · Khris Middleton · Jayson Tatum        | Franța · Andrew Albicy · Nicolas Batum · Petr Cornelie · Nando de Colo · Moustapha Fall · Evan Fournier · Rudy Gobert · Thomas Heurtel · Timothé Luwawu-Cabarrot · Frank Ntilikina · Vincent Poirier · Guerschon Yabusele | Australia · Aron Baynes · Matthew Dellavedova · Dante Exum · Chris Goulding · Josh Green · Joe Ingles · Nick Kay · Jock Landale · Patty Mills · Duop Reath · Nathan Sobey · Matisse Thybulle                                |
| Feminin detalii      | Statele Unite ale Americii · Jewell Loyd · Skylar Diggins-Smith · Sue Bird · Ariel Atkins · Chelsea Gray · A'ja Wilson · Breanna Stewart · Napheesa Collier · Diana Taurasi · Sylvia Fowles · Tina Charles · Brittney Griner | Japonia · Moeko Nagaoka · Maki Takada · Naho Miyoshi · Rui Machida · Nako Motohashi · Nanaka Todo · Saki Hayashi · Evelyn Mawuli · Saori Miyazaki · Yuki Miyazawa · Himawari Akaho · Monica Okoye                         | Franța · Alexia Chartereau · Héléna Ciak · Alix Duchet · Marine Fauthoux · Sandrine Gruda · Marine Johannès · Sarah Michel · Endéné Miyem · Iliana Rupert · Diandra Tchatchouang · Valériane Vukosavljević · Gabby Williams |
| Masculin 3x3 detalii | Letonia · Agnis Čavars · Edgars Krūmiņš · Kārlis Lasmanis · Nauris Miezis | COR Ilia Karpenkov Kirill Pisklov Stanislav Sharov Alexander Zuev | Serbia · Dušan Domović Bulut · Dejan Majstorović · Aleksandar Ratkov · Mihailo Vasić |
| Feminin 3x3 detalii  | Statele Unite ale Americii · Stefanie Dolson · Allisha Gray · Kelsey Plum · Jackie Young | COR Evgeniia Frolkina Olga Frolkina Yulia Kozik Anastasia Logunova | China · Wan Jiyuan · Wang Lili · Yang Shuyu · Zhang Zhiting |